# Riccia sellingii
Riccia sellingii là một loài rêu trong họ Ricciaceae. Loài này được S.W. Arnell mô tả khoa học đầu tiên năm 1962.
Danh pháp khoa học của loài này chưa được làm sáng tỏ. 